# Vierundzwanzigeck
Ein Vierundzwanzigeck oder Ikositetragon ist ein Polygon mit 24 Seiten und 24 Ecken. Oft ist damit ein ebenes, regelmäßiges Vierundzwanzigeck gemeint, bei dem alle Seiten gleich lang sind und alle Eckpunkte auf einem gemeinsamen Umkreis liegen. Im Folgenden wird nur noch das regelmäßige Vierundzwanzigeck und das regelmäßige überschlagene Vierundzwanzigeck betrachtet.

## Winkel
Der Mittelpunktswinkel beträgt
{\displaystyle \alpha ={\frac {360^{\circ }}{24}}=15^{\circ }}
Der Winkel, den zwei benachbarte Seitenkanten im ebenen, regelmäßigen Vierundzwanzigeck miteinander einschließen, beträgt nach einer allgemeinen Formel für regelmäßige Polygone, in der für die Variable n die Anzahl der Eckpunkte des Polygons eingesetzt werden muss (in diesem Fall: n = 24):
{\displaystyle \beta ={\frac {(n-2)}{n}}\cdot 180^{\circ }={\frac {22}{24}}\cdot 180^{\circ }=165^{\circ }}

## Fläche
Der Flächeninhalt eines regelmäßigen Vierundzwanzigecks mit der Seite „a“ wird durch diese Formel gegeben:
{\displaystyle A=6a^{2}\cot {\frac {\pi }{24}}={6}a^{2}(2+{\sqrt {2}}+{\sqrt {3}}+{\sqrt {6}}).}

## Diagonalen
Das Vierundzwanzigeck besitzt 252 Diagonalen:
- 24 Diagonalen über 2 (bzw. 22) Seiten
- 24 Diagonalen über 3 (bzw. 21) Seiten
- 24 Diagonalen über 4 (bzw. 20) Seiten
- 24 Diagonalen über 5 (bzw. 19) Seiten
- 24 Diagonalen über 6 (bzw. 18) Seiten
- 24 Diagonalen über 7 (bzw. 17) Seiten
- 24 Diagonalen über 8 (bzw. 16) Seiten
- 24 Diagonalen über 9 (bzw. 15) Seiten
- 24 Diagonalen über 10 (bzw. 14) Seiten
- 24 Diagonalen über 11 (bzw. 13) Seiten
- 12 Diagonalen über 12 Seiten.

## Konstruktion
Die Primfaktorenzerlegung von 24 ist {\displaystyle 24=3\cdot 2\cdot 2\cdot 2}, also ein Produkt aus einer Fermatschen Primzahl und einer Zweierpotenz. Damit ist das regelmäßiges Vierundzwanzigeck mit Zirkel und Lineal konstruierbar. Dazu konstruiert man zuerst ein regelmäßiges Sechseck (bzw. seinen Mittelpunktswinkel von 60°) und halbiert den Winkel zweimal auf 15°, dem Mittelpunktswinkel des 24-Ecks.

## Regelmäßige überschlagene Vierundzwanzigecke
Ein regelmäßiges überschlagenes 24-Eck ergibt sich, wenn beim Verbinden der 24 Eckpunkte jedes Mal mindestens einer übersprungen wird und die somit erzeugten Sehnen gleich lang sind. Notiert werden solche regelmäßigen Sterne mit Schläfli-Symbolen {\displaystyle \left\{n/k\right\}}, wobei {\displaystyle n} die Anzahl der Eckpunkte angibt und jeder {\displaystyle k}-te Punkt verbunden wird.
Es gibt nur drei regelmäßige Vierundzwanzigstrahlsterne.

Regelmäßige Vierundzwanzigstrahlsterne

- {\displaystyle \left\{24/5\right\}{,}\ \left\{24/19\right\}}
- {\displaystyle \left\{24/7\right\}{,}\ \left\{24/17\right\}}
- {\displaystyle \left\{24/11\right\}{,}\ \left\{24/13\right\}}

## Verwandte Polygone
Mit regelmäßigen Dreiecken, Achtecken und 24-Ecken kann eine Ebene vollständig ausgefüllt, also parkettiert werden.